# Kit Kat
Kit Kat este o napolitană cu ciocolată creată de Rowntree's din York, Anglia, iar acum este produsă la nivel global de către Nestlé, care a achiziționat Rowntree în 1988, cu excepția Statelor Unite, unde este fabricat sub licență de către H. B. Reese Candy Company, o divizie a The Hershey Company. Pachetul standard este alcătuit din două sau patru batoane lipite între ele, acoperite de un strat de ciocolată.

## La nivel global

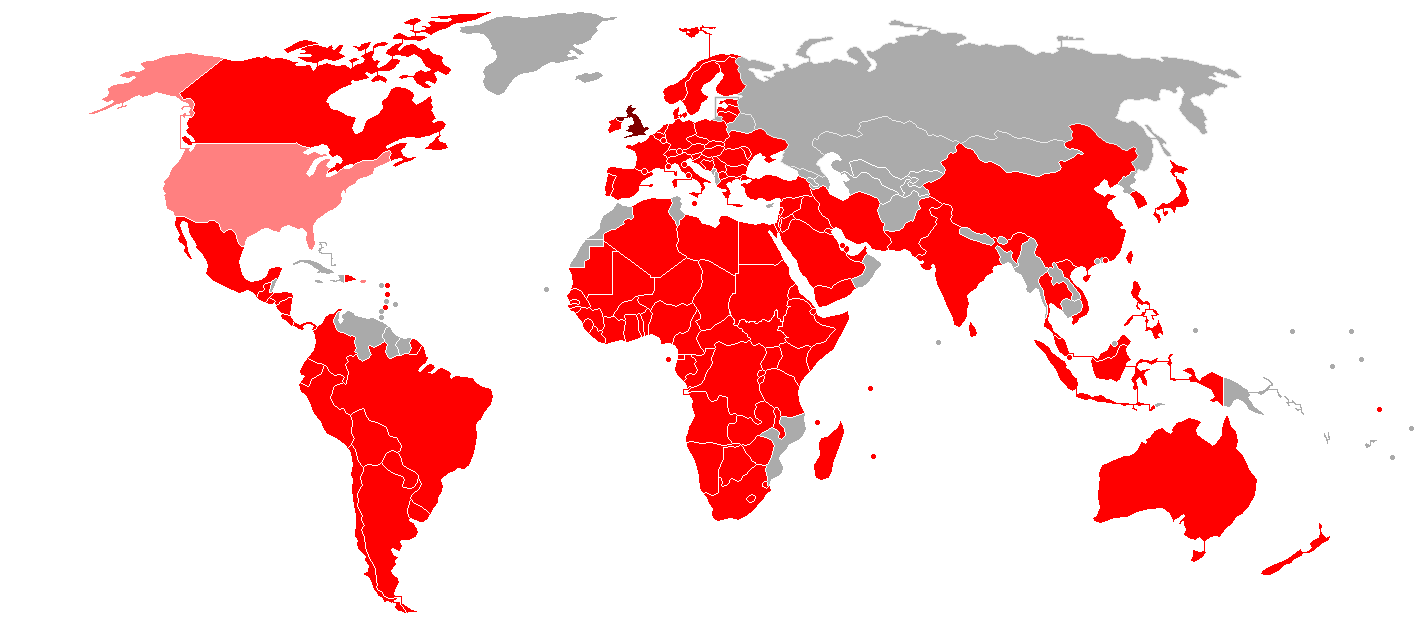
Țări în care Kit Kat este comercializat.

Batoanele de Kit Kat sunt produse în 16 țări de către Nestlé: Brazilia, Mexic, Regatul Unit, Canada, Australia, Noua Zeelandă, Africa de Sud, Germania, Rusia, Japonia, China, Malaezia, Thailanda, India, Turcia, Emiratele Arabe Unite și Bulgaria.
Cele din Statele Unite ale Americii sunt produse sub licență de The Hershey Company, concurent al Nestlé, din cauza unui acord de licențiere făcut de Rowntree înainte ca Nestlé să preia compania.
Anul 2003 a fost un punct de cotitură pentru Kit Kat precum și pentru industria dulciurilor în general. Popularitatea dietelor și promovarea unei alimentații mai sănătoasă a dus la scăderea vânzărilor în multe părți ale lumii. În plus, concurența acerbă venită din partea  Dairy Milk produs de Cadbury a amenințat poziția de lider în UK.
Soluția adoptată de către Nestlé și altele a fost de a diversifica produsul prin mai multe sortimente și ediții speciale sau limitate. Strategia a dat rezultate, și a fost adoptată la nivel mondial de către Nestlé, Hershey, Mars și altele companii similare.

### Asociere cu Android
În septembrie 2013, a fost anunțat că versiunea 4.4 a sistem de operare Android al celor de la Google va fi numit „KitKat”. Google a licențiat numele de la Nestlé, fără niciun cost. Au avut loc promoții în numeroase țări prin care se puteau câștiga telefoane Nexus 7 credit Google Play Store la achiziționarea produsului.